# Primer Renacimiento

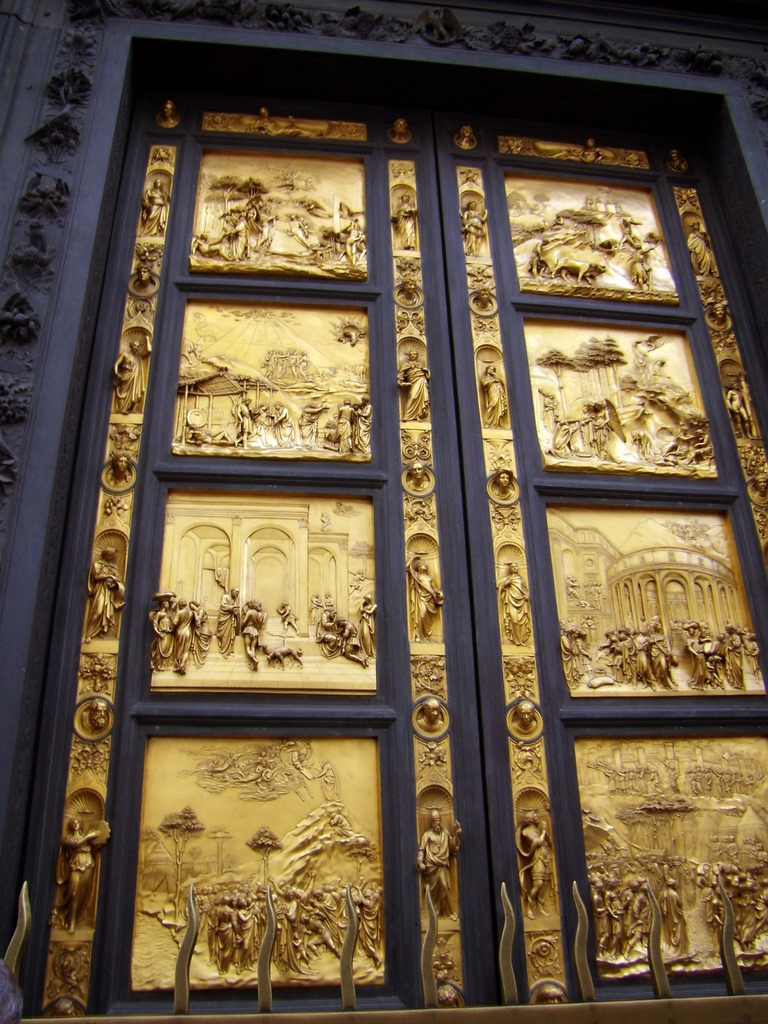
Puerta del Paraíso del Baptisterio de la Catedral de Florencia, Lorenzo Ghiberti.

Primer Renacimiento, Renacimiento primitivo, Proto-Renacimiento, Protorrenacimiento, Renacimiento temprano o Renacimiento inicial son términos equívocos, aunque muy utilizados en la historiografía del arte y otros ámbitos de la historia de la cultura; y pueden designar tanto al primer periodo del Renacimiento o Quattrocento (años [mil] cuatrocientos en idioma italiano, es decir, al siglo XV), como a otros periodos que pueden calificarse de precursores del Renacimiento o Prerrenacimiento, tanto en Italia como en otros lugares, y tanto en siglos cercanos (el siglo XIII -Duecento- o el siglo XIV -Trecento-) como en momentos más alejados, particularmente el Renacimiento carolingio (siglo VIII-siglo IX) o el denominado Renacimiento del siglo XII.
La utilización del término primer Renacimiento no suele hacerse en oposición a un segundo Renacimiento, sino a otros términos como Alto Renacimiento (periodo de finales del siglo XV y comienzos del siglo XVI -Cinquecento-) o Renacimiento tardío (mediados y finales del siglo XVI). El uso del término Bajo Renacimiento es más equívoco.

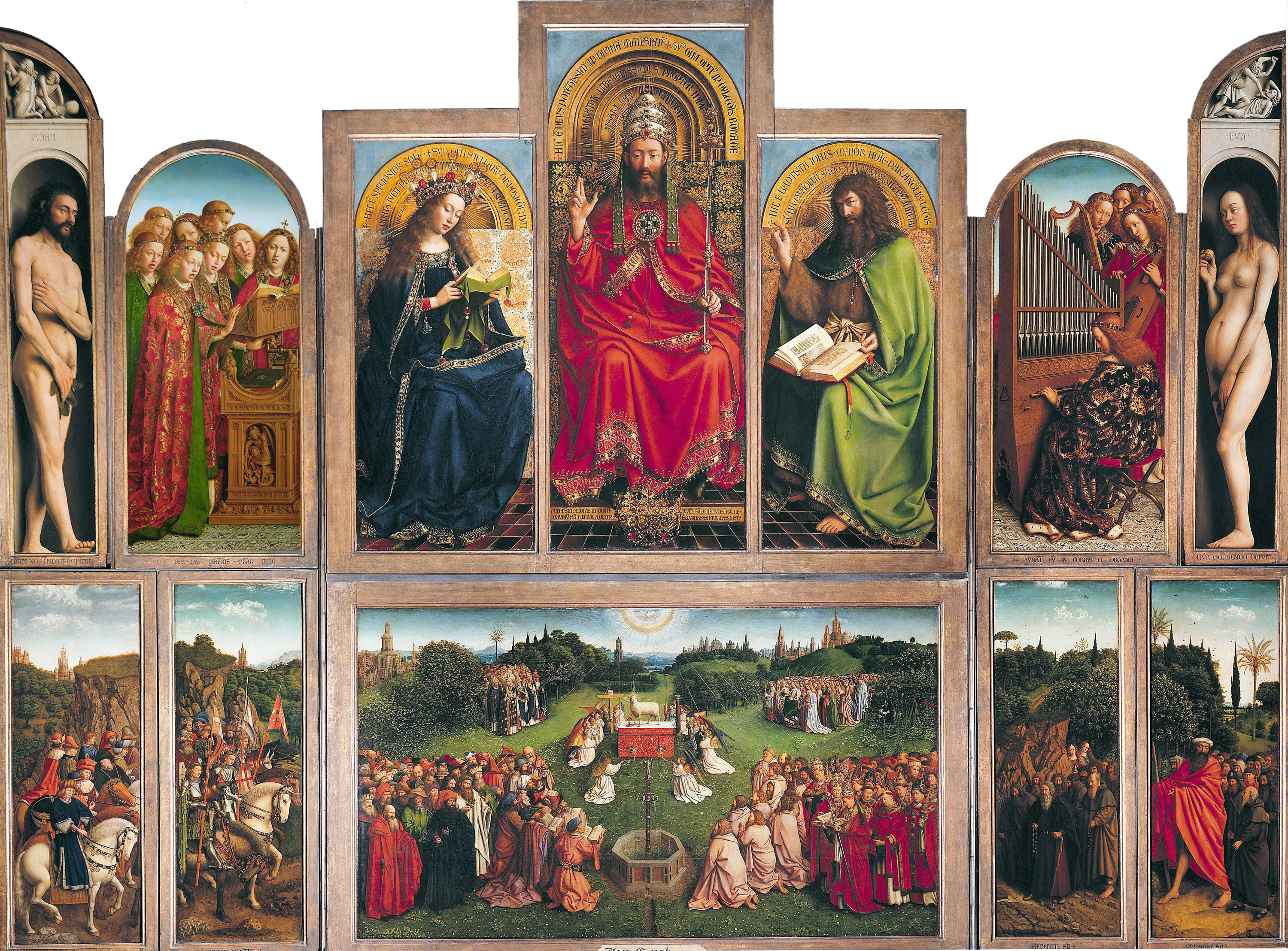
La adoración del Cordero místico, de los hermanos Van Eyck.

## Primer Renacimiento en España: Los Primitivos Españoles

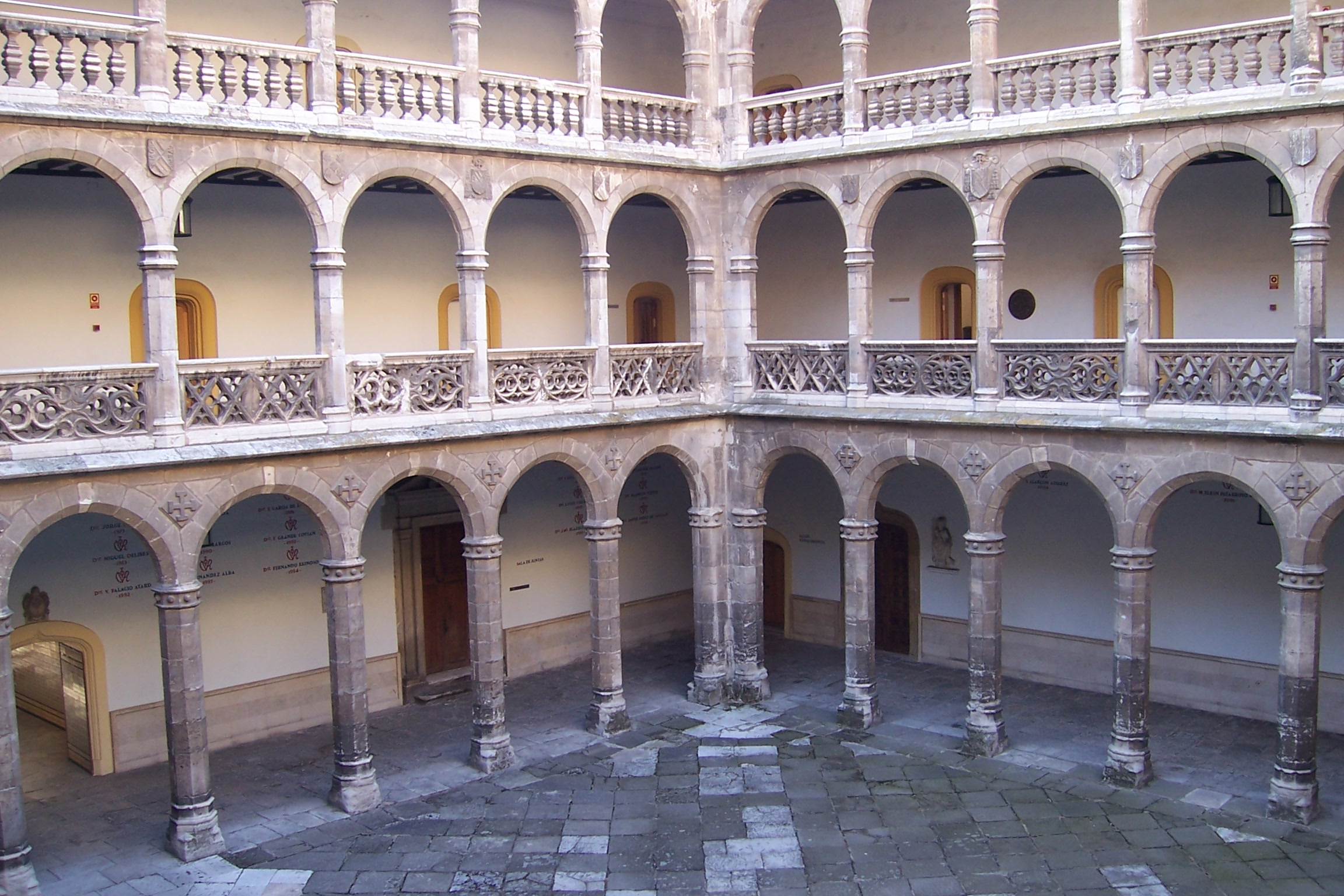
Claustro del Colegio de Santa Cruz, Valladolid.

Pedro Benito es uno de los autores más famosos del renacimiento